# Nikolos Baratasjvili
Nikolos Baratasjvili (georgisk ნიკოლოზ ბარათაშვილი nik'oloz baratašvili) (1817-1845) var en georgisk romantisk digter.

## Liv og værker
Nikolos Baratasjvili var af en gammel aristokratisk familie—hans mor var et tipoldebarn af Kong Erekle II. Hans far formøblede hurtigt sine egne og konens penge, og familie levede i fattigdom det meste af digterens liv.
Nikolos blev student fra et russisk-sproget gymnasium. Han kunne ikke komme ind i hæren pga. et fald ned ad en trappe, der skadede hans ben. Familiens økonomiske omstændigheder forhindrede ham også i at gå på universitetet i Sankt Petersborg. I stedet blev han nødt til at tage et job som embedsmand på et regeringskontor og passe sine forældre og fire søstre.
Nikolos var en hyppig gæst hos Aleksander Tjavtjavadse, hvis datter Ekaterine blev hans livs store kærlighed.
I 1844 tog han et job som regeringskommissær i et fjernt bjergområde. Pga. det barske klima der fik han lungebetændelse, og han døde 27 år gammel i Gandja (i dag i Aserbajdsjan).
Mange af hans værker er formentlig gået tabt. Hans digte blev først udgivet i 1876, over tredive år efter hans død.